# كينر أر-5
كينر أر-5 محرك شعاعي أمريكي للطائرات الخفيفة العامة والطائرات الرياضية لعام 1930.

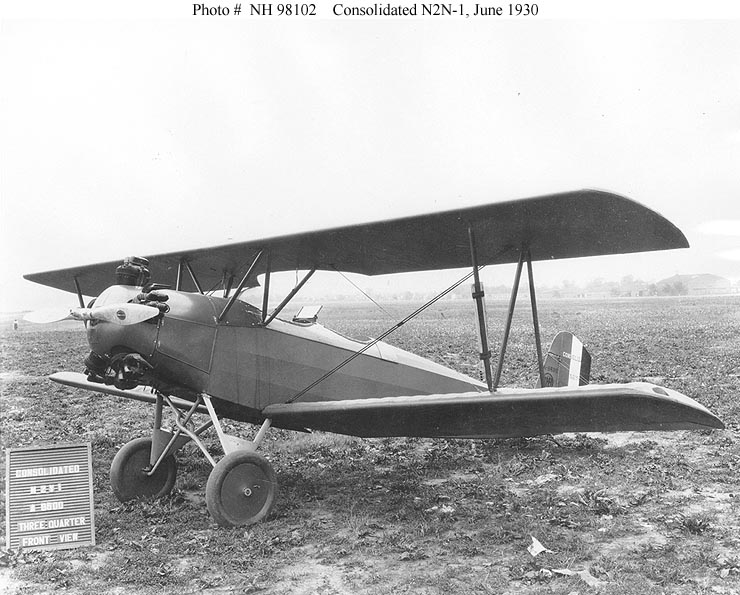
فليت فينش

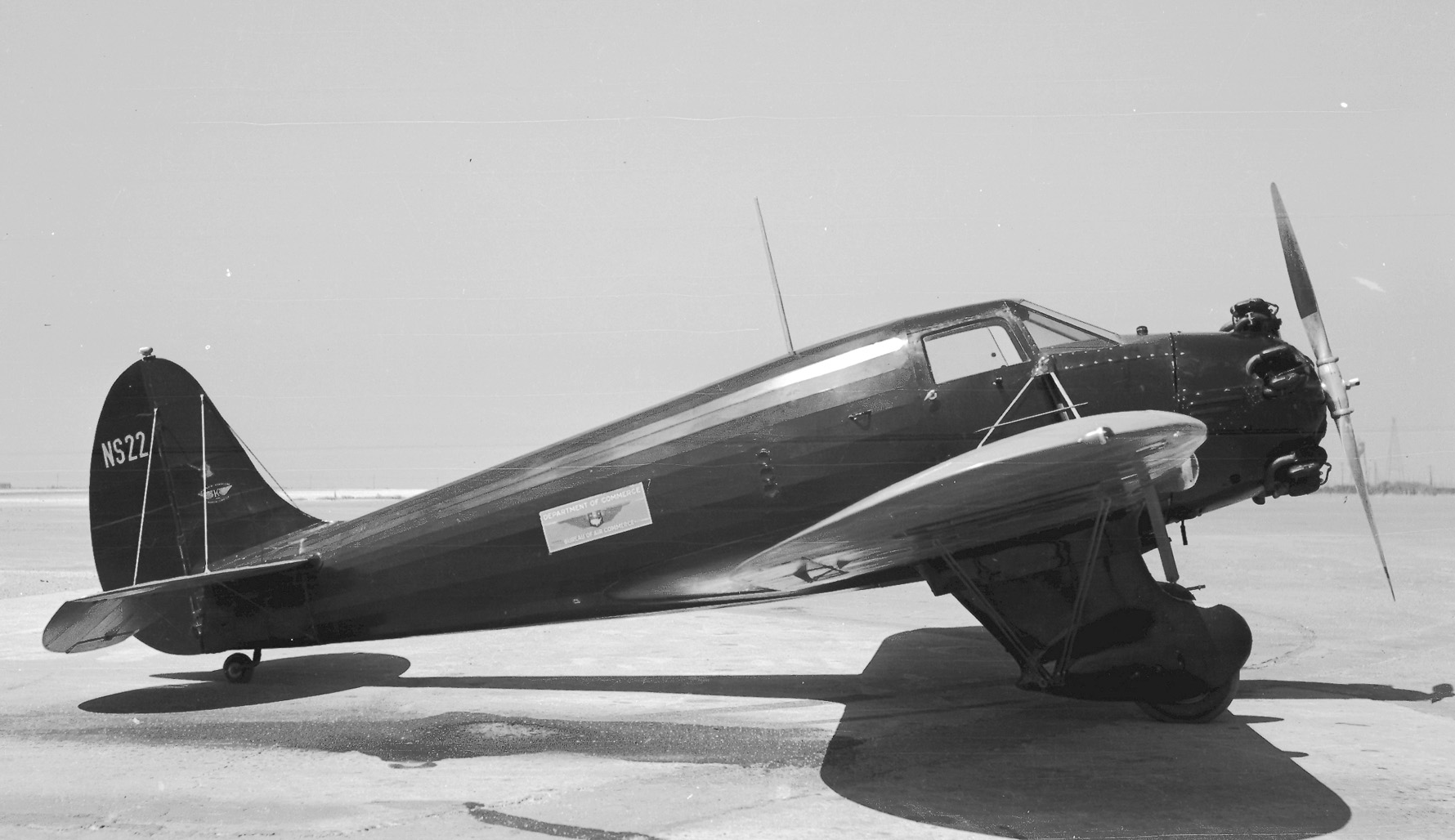
كينر بلاي بوي

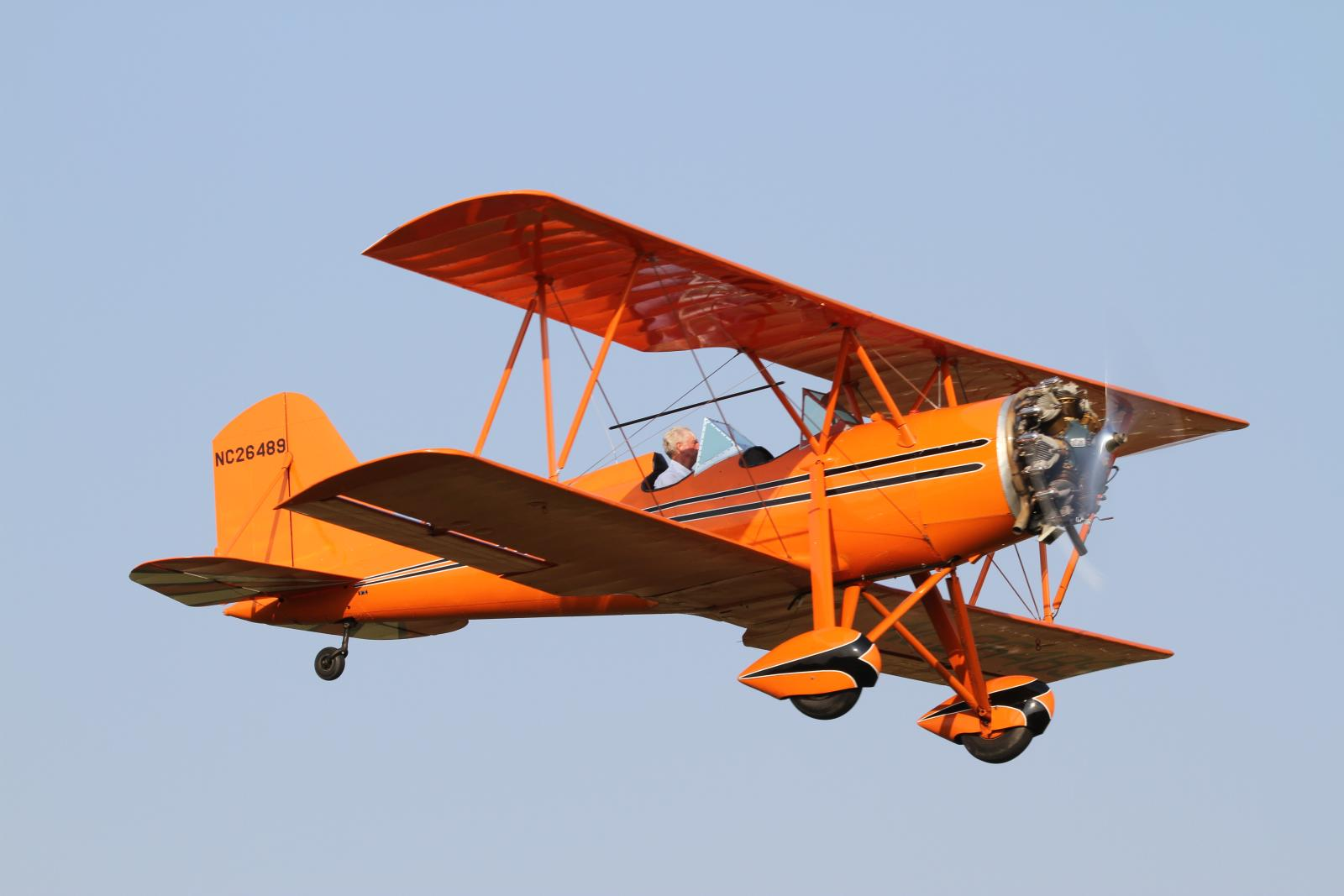
ميرز أو تي دبليو

## التصميم والتطوير
كان محرك أر-5 تطوير لمحرككينر بي-5 مع زيادة طفيفة فيالقدرة والأبعاد. كان التغيير الرئيسي هو زيادةقطر الأسطوانة من 117 مم إلى 127 مم، وزيادة شوط المكبس من 133.3 مم إلى 139.7 مم. أدى ذلك إلى زيادة في سعة المحرك من 7.2 لتر إلى 8.8 لتر. كان تشغيل أر-5 غير سلس لكنه كان محرك فعال. أُنتجت الآلاف من محرك أر-5 ومشتقاته لتشغيل العديد منطائرات التدريب في الحرب العالمية الثانية. عُرف المحرك عسكرياً باسم أر-540.

## التطبيقات
- فلييت فينش الطراز أر  [لغات أخرى]‏
- كينر سبورتوينغ  [لغات أخرى]‏
- كينر بلاي بوي  [لغات أخرى]‏
- ميرز أو تي دبليو  [لغات أخرى]‏
- تيم إن 2 تي تيتور
- ريان بي تي-22 ريكرويت

## الأنواع
- أر-5
- أر-53
- أر-55
- أر-56

## المواصفات

### مواصفات عامة
- النوع: محرك طائرة شعاعي مكون من 5 أسطوانات ويبرد بالهواء.
- قطر أسطوانة المحرك: 127 مم.
- مشوار المكبس: 139.7مم.
- سعة المحرك: 8.85 لتر.
- الطول: 820.4 مم.
- الارتفاع: 1157 مم.
- الوزن: 149.6 كجم.

### المكونات
- الصمامات: صمام دخول وصمام عادم لكل أسطوانة.
- نظام الوقود: مازج وقود طراز سترومبرج.
- نوع الوقود: أوكتان 73
- نظام التزييت: حوض جاف (بالإنجليزية: Dry sump)‏
- نظام التبريد: تبريد بالهواء.

### الأداء
- القدرة الناتجة: القدرة القصوى 160 حصان عند 1850 دورة/دقيقة، وتبلغ القدرة 113 حصان عند 1800 دورة/دقيقة.
- نسبة الانضغاط: 1:5.5
- نسبة القدرة إلى الوزن: 0.48 حصان/باوند